# Zbrojów
Zbrojów – wieś w Polsce, położona w województwie świętokrzyskim, w powiecie skarżyskim, w gminie Bliżyn. W roku 2011 było 197 mieszkańców.
| SIMC    | Nazwa   | Rodzaj    |
| ------- | ------- | --------- |
| 0229122 | Łazik   | część wsi |
| 0229139 | Młynek  | część wsi |
| 0229145 | Rogatka | część wsi |
| 0229151 | Ścięgna | część wsi |

W latach 1975–1998 miejscowość administracyjnie należała do województwa kieleckiego.
Wierni kościoła rzymskokatolickiego należą do parafii Najświętszego Serca Pana Jezusa w Sorbinie.